# Commelina benghalensis
Commelina benghalensis, também conhecida como Trapoeraba, andaca, andacá, andarca, erva-de-santa-luzia, maria-mole, marianinha-branca ou rabo-de-cachorro, é uma espécie de planta com flor pertencente à família Commelinaceae.
A autoridade científica da espécie é L., tendo sido publicada em Species Plantarum 1: 41. 1753.

## Distribuição geográfica
É originária do Sudeste Asiático, mas encontra-se amplamente distribuída pelo globo como planta infestante.
No Brasil, está presente Norte (Roraima, Pará, Acre, Rondônia), Nordeste (Maranhão, Ceará, Pernambuco, Bahia, Alagoas), Centro-Oeste (Mato Grosso, Distrito Federal, Mato Grosso do Sul), Sudeste (Minas Gerais, Espírito Santo, São Paulo, Rio de Janeiro), Sul (Paraná, Rio Grande do Sul) (AONA, 2010).
É bastante usada para alimentação de aves e animais de pasto em pequenas propriedades.

### Portugal
Trata-se de uma espécie presente no território português, nomeadamente no Arquipélago da Madeira.
Em termos de naturalidade é introduzida na região atrás indicada.

## Protecção
Não se encontra protegida por legislação portuguesa ou da Comunidade Europeia.